# Isar Aerospace
Isar Aerospace ist ein deutsches Weltraum-Start-up-Unternehmen mit Sitz in Ottobrunn bei München. Geplant ist eine neue Zentrale in Vaterstetten, die ab 2025 errichtet werden soll. Gegründet wurde das Unternehmen im Februar 2018 von den Raumfahrtingenieuren Daniel Metzler, Markus Brandl und Josef Peter Fleischmann.

## Geschichte
Die Gründungsmitglieder von Isar Aerospace waren zuvor in der Wissenschaftlichen Arbeitsgemeinschaft für Raketentechnik und Raumfahrt (WARR) aktiv, einer Studentengruppe an der Technischen Universität München, die bereits eigene Antriebe und eine Suborbitalrakete entwickelt hatte. An einer ersten Finanzierungsrunde im Sommer 2018 beteiligten sich der Heizungshersteller Viessmann (über die Tochterfirma Vito Ventures), der Wagniskapitalgeber UVC Partners und mit Bulent Altan ein frühes Führungsmitglied von SpaceX. Ende 2019 erhielt Isar Aerospace 17 Millionen US-Dollar, unter anderem von Airbus. Ende 2020 konnten weitere 75 Millionen Euro eingeworben werden und im Juli 2021 nochmals 65 Millionen Euro.
Im April 2019 hatte das Unternehmen etwa 20 Mitarbeiter, im Oktober 2021 waren es 180 und Ende Dezember desselben Jahres 220. Im März 2023 gab das Unternehmen bekannt, dass weitere 165 Millionen US-Dollar an Wagniskapital eingeworben werden konnten. Nach einer Erweiterung der Finanzierungsrunde „C“ auf 220 Millionen Euro, unter anderem durch Gelder eines NATO Innovation Fund, belief sich das Gesamtkapital der Firma im Juni 2024 auf über 400 Millionen Euro.
Das US-amerikanische Raumfahrtnachrichtenmagazin SpaceNews zeichnete Isar Aerospace im Dezember 2023 als „Startup of the Year“ aus. Beeindruckend sei vor allem die Fähigkeit des Unternehmens, große Mengen an Kapital einzuwerben.
Im Mai 2024 gab das Unternehmen bekannt, eine neue Firmenzentrale in Vaterstetten bauen zu wollen. Auf einer Fläche von 40.000 m² sollen jährlich maximal 40 Raketen des Typs Spectrum produziert werden können. Im November 2024 bekam Isar Aerospace weitere 15 Millionen Euro Fördergelder durch das Boost!-Programm der Europäischen Weltraumorganisation (ESA). Zuvor hatte Isar Aerospace im Mai 2020 500.000 Euro Fördergeld von Boost! im Rahmen eines Mikrolauncher-Wettbewerbes des Deutschen Zentrums für Luft- und Raumfahrt erhalten. Da Isar Aerospace die erste Runde des Wettbewerbs gewonnen hatte, vergab die ESA weitere 11 Millionen Euro.

## Produkte

### Spectrum
Aktuell entwickelt Isar Aerospace eine zweistufige Trägerrakete Spectrum. Sie soll bis zu 1 t Nutzlast in niedrige Erdumlaufbahnen befördern können. Am 14. März 2025 erteilte die norwegische Zivilluftfahrtbehörde Luftfartstilsynet eine Lizenz für den Start vom Andøya Spaceport aus. Der Start erfolgte am 30. März 2025, circa 30 Sekunden nach dem Start stürzte sie unkontrolliert zu Boden und explodierte durch den Aufprall.